# 2 Pułk Konny generała Drozdowskiego
2 Pułk Konny gen. Drozdowskiego (ros. 2-й конный генерала Дроздовского полк) – jednostka wojskowa kawalerii wojsk Białych podczas rosyjskiej wojny domowej

## Historia
W styczniu 1918 r. na froncie rumuńskim został sformowany Samodzielny Korpus Rosyjskich Ochotników gen. Anatolija K. Kelczewskiego, w skład którego weszła 1 Brygada pod dowództwem płk. Michaiła G. Drozdowskiego. Po rozformowaniu Korpusu w lutym, brygada wyruszyła w tzw. marsz Jassy - Don w celu połączenia się z formowaną w Nowoczerkasku Armią Ochotniczą gen. Antona I. Denikina. W składzie brygady znajdował się Dywizjon Konny (dwa szwadrony), sformowany 5 marca przez rtm. Borysa A. Gajewskija. 29 kwietnia został przeformowany w Pułk Konny (cztery szwadrony, pododdział karabinów maszynowych i saperów). 31 maja utworzono 2 Pułk Konny (sześć szwadronów). Liczył ok. 650 żołnierzy. Od czerwca wchodził w skład 3 Dywizji Piechoty płk. M. G. Drozdowskiego, uczestnicząc w tzw. 2 Marszu Kubańskim. W sierpniu został rozbudowany o trzy kolejne szwadrony kawalerii. Po ciężkich walkach z wojskami bolszewickimi liczebność pułku spadła w poł. stycznia 1919 r. do zaledwie ok. 100 ludzi. 22 maja, po uzyskaniu uzupełnień (miał sześć szwadronów), włączono go do Samodzielnej Brygady Kawalerii. Od 19 czerwca do jesieni wchodził w skład 2 Brygady 2 Dywizji Kawalerii. 10 października uzyskał nazwę 2 Pułku Konnego generała Drozdowskiego. Na pocz. 1920 r. ponownie w składzie Samodzielnej Brygady Kawalerii uczestniczył w tzw. marszu bredowskim do linii wojsk polskich, po czym jego żołnierze zostali internowani. 16 kwietnia na Krymie w ramach wojsk gen. Piotra N. Wrangla został utworzony Dywizjon Konny (trzy szwadrony), składający się spośród tych żołnierzy pułku, którzy statkami przypłynęli z Polski na Krym. 28 kwietnia włączono go do 5 Pułku Kawalerii. 25 lipca powrócili z internowania pozostali drozdowcy-kawalerzyści. W rezultacie 8 sierpnia utworzono Samodzielny Dywizjon Konny generała Drozdowskiego. Liczył ok. 600 ludzi. W poł. listopada zostali oni ewakuowani z Krymu do Gallipoli.

## Dowódcy
- rtm. Borys A. Gajewskij (do poł. czerwca 1918 r.),
- gen. Ihnatij I. Czekotowski (do sierpnia 1918 r.),
- płk Szumow (do 1 stycznia 1919 r.),
- płk Rumel (do 11 stycznia 1919 r.),
- rtm. Pospiełow (do 10 lutego 1919 r.),
- płk Borys P. Gattenberger (do 23 lutego 1919 r.),
- płk Iwan G. Barbowicz (do 7 lipca 1919 r.),
- płk Aleksiej G. Szapron diu Larre (do 26 listopada 1919 r.),
- ppłk (płk) Dmitrij A. Siłkin (do 8 sierpnia 1920 r.),
- płk Władimir A. Ambrazancew (do końca sierpnia 1920 r.),
- płk Michaił A. Kobarow (do poł. listopada 1920 r.).